# Santuario Nan'yō
El Santuario Nan'yō (南洋神社 Nan'yō-jinja?) es un santuario sintoísta (Kanpei Taisha) ubicado en la isla de Koror, en Palaos. Fue fundada en medio del desarrollo de la Segunda Guerra Mundial, siendo Koror el principal establecimiento del gobierno colonial japonés en el Mandato del Pacífico Sur. Este santuario fue considerado como un Kanpei Taisha, un santuario de mayor nivel dentro del escalafón de santuarios sintoístas; y era un santuario de considerable tamaño y majestuosidad. Con la rendición de Japón en 1945, el santuario fue abandonado y convertido en ruinas; pero en 1997 con la ayuda de personas relacionadas con los santuarios sintoístas lograron reconstruirla pero en una escala más pequeña. Actualmente es considerado un sitio turístico dentro de Palaos.

## Historia
Hacia 1940 fue construido este santuario para la adoración de la diosa del sol, Amaterasu Ōmikami. La razón de su construcción era que en esos momentos Koror era la capital colonial japonesa en las islas del Pacífico y se necesitaba un santuario capital en dicha región, con el fin de expandir la presencia cultural y religiosa japonesa en sus colonias.
Con la derrota de Japón en la Segunda Guerra Mundial, el santuario fue desmantelado e incendiado tras la retirada de los japoneses y el área fue convertido en una zona residencial. No obstante, hacia 1989 se restituye la tradición de presentar ofrendas y en octubre de 1997 se inició con la reconstrucción del santuario, construyendo un pilar de piedra justo a lado de lo que era el santuario principal, y que contiene una nota de perdón por todos los fallecidos en Palaos durante la guerra y como forma de estrechar lazos entre Japón y Palaos.